# Arcos de la Frontera
Arcos de la Frontera is een gemeente in de Spaanse provincie Cádiz in de regio Andalusië met een oppervlakte van 528 km². In 2022 telde Arcos de la Frontera 30.953 inwoners. In Nederland is het dorp vooral bekend door het programma de Spaanse Droom.

## Demografische ontwikkeling
Bron: INE; 1857-2011: volkstellingen

## Bezienswaardigheden
- Castillo de Arcos (oude alcazar, militair bouwwerk uit de 11e eeuw, uit het Al-Andalustijdperk) ligt op het hoogste punt van Arcos.
- Iglesia de Santa María de la Asunción (mudejar 14-15e eeuw, vervolgens late gotiek door de ingrijpende verbouwingen in de 16e eeuw, plateresco en barok).
- Iglesia de San Pedro (laatgotisch interieur en barokke voorgevel, 15-17e eeuw).
- Iglesia de San Francisco (16-17e eeuw).
- Convento de San Agustín (16-17e eeuw).
- Palacio del Mayorazgo (17e eeuw) met prachtige voorgevel.
- Palacio del conde del Águila (mudejar-gotiek, 14-15 eeuw).
- Ayuntamiento (17e eeuw), gelegen aan de plaza del Cabildo.
- Puerta Matrera is de enige bewaarde toegangspoort tot de ommuurde almohadische stad.
- Hospital en iglesia de la Caridad (16-17e eeuw).